# 郭襓
郭襓（1484年—？），字堯章，浙江台州府臨海縣人，軍籍，明朝政治人物。

## 生平
弘治十四年（1501年）辛酉科浙江鄉試第六十九名舉人。正德六年（1511年）中式辛未科會試第二十三名，第二甲第五十九名進士。官至刑部郎中。

## 家族
曾祖郭士寧；祖父郭瑛，贈監察御史；父郭絍，曾任參政。母何氏（封孺人）。具庆下。兄祜。弟祉。